# Premio Rea per il racconto
Il Premio Rea per il racconto (Rea Award for the Short Story) è un premio letterario statunitense assegnato annualmente ad autori canadesi o statunitensi per il contributo alla carriera nel campo del racconto.
Creato nel 1986 da Michael Moorhead Rea, è amministrato da Elizabeth Richebourg Rea tramite la Dungannon Foundation.
Una giuria composta da tre figure letterarie seleziona il vincitore al quale vanno 30000 dollari.

## Albo d'oro
- 1986 Cynthia Ozick
- 1987 Robert Coover
- 1988 Donald Barthelme
- 1989 Tobias Wolff
- 1990 Joyce Carol Oates
- 1991 Paul Bowles
- 1992 Eudora Welty
- 1993 Grace Paley
- 1994 Tillie Olsen
- 1995 Richard Ford
- 1996 Andre Dubus
- 1997 Gina Berriault
- 1998 John Edgar Wideman
- 1999 Joy Williams
- 2000 Deborah Eisenberg
- 2001 Alice Munro
- 2002 Mavis Gallant
- 2003 Antonya Nelson
- 2004 Lorrie Moore
- 2005 Ann Beattie
- 2006 John Updike
- 2007 Stuart Dybek
- 2008 Amy Hempel
- 2009 Mary Robison
- 2010 James Salter
- 2011 Charles Baxter
- 2012 Richard Bausch
- 2013 Elizabeth Spencer
- 2014 T. Coraghessan Boyle[5]
- 2015 Andrea Barrett[6]
- 2016 Jim Shepard